# Shinomori Aoshi
Shinomori Aoshi (tiếng Nhật: 四乃森 蒼紫 (Tứ Nãi Sâm Thương Tử)), theo lối viết phương Tây là Aoshi Shinomori trong bản tiếng Anh hay anime, là một "Okashira", hay thủ lĩnh, hư cấu của Oniwabanshu trong seri anime và manga Rurouni Kenshin. Anh 26 tuổi (theo cách tính phương Đông), tóc đen, mắt xanh nhạt. Lạnh lùng, nghiêm nghị và băng giá, anh là một điệp viên thiên bẩm. Người lồng tiếng Nhật là Yoshito Yasuhara, lồng tiếng Anh là Terrence Stone và lồng tiếng Tây Ban Nha là Antonio Puentes (Mỹ Latin).

## Cuộc đời

### Trước đó
Shinomori Aoshi được nuôi dưỡng thành một ninja của Oniwabanshū, làm việc cho chính quyền Shogun dưới thời Edo. Anh giúp nuôi nấng Makimachi Misao từ thời thơ ấu như một thành viên của Oniwabanshu. Nhờ sự tiến cử của Kashiwazaki Nenji (thường được biết đến với cái tên Okina), Shinomori được đưa lên làm Okashira ở tuổi 15, vào lúc Oniwabanshu nhận nhiệm vụ bảo vệ lâu đài Edo.
Sau cuộc cách mạng, vì có vài thành viên của Oniwabanshu không thể thích nghi với cuộc sống dưới thời kỳ Minh Trị, Aoshi và những thành viên này thay vào đólàm việc cho một doanh nhân tha hóa, khao khát quyền lực,Takeda Kanryu. Các thuộc hạ của Aoshi gồm Beshimi, chuyên gia phi tiêu và thuốc đội, Hyotoko, tên dịch sát nghĩa là "Người lửa" và sử dụng răng cửa thép để thổi ra lửa. Cũng có Han'nya, một người giỏi võ thuật và tinh thông các kỹ năng ninjutsu, và Shikijou, một anh chàng cơ bắp.

### Phần Tokyo
Khi làm việc cho Kanryū như là "tay chân" trong cơ sở sản xuất thuốc phiện của hắn, Aoshi đối mặt với Kenshin, đang đi giải cứu Takani Megumi. Trong cuộc đối đầu với Kenshin, Aoshi tiết lộ rằng anh định giết Kenshin, người trước đây nổi tiếng với biệt danh Hitokiri Battosai. Aoshi nói rằng Battosai luôn được cho rằng là người mạnh nhất và bằng cách đánh bại Kenshin, anh có thể nhận danh hiệu này và dùng nó để tôn vinh các đồng đội trong Oniwabanshu. Trận chiến của họ kết thúc với sự thất bại của Aoshi. Kanryu phản bội Aoshi và giết 4 thuộc hạ của anh, Beshimi, Hyotoko, Han'nya, và Shikijou, khi họ bảo vệ Aoshi. Sau cái chết của những người đồng đội và cũng là những người bạn của mình, Aoshi càng quyết tâm đánh bại Kenshin hơn nữa, thậm chí còn bị ám ảnh về việc này, tuyên bố rằng đó là điều duy nhất mà anh có thể làm cho những người đồng chí đã ngã xuống của mình.
Sau phần Tokyo, Aoshi ẩn mình trong núi, nơi anh chôn cất đầu của những người bạn (trong manga) và ở đó để rèn luyện cho đến khi anh đến Tokyo để tìm và giết Kenshin.

### Phần Kyoto
Ít lâu sau khi chôn cất những người đồng đội, Aoshi trở về Tokyo mà chỉ biết rằng Kenshin đã đi Kyoto. Quyết tâm thực hiện mục đích của mình, Aoshi đi theo anh và gia nhập tổ chức của Shishio Makoto với hy vọng chiến đấu với Kenshin. Anh không để bất cứ ai cản đường mình, đi xa đến nỗi đánh và làm Okina bị thương nặng (người miêu tả Aoshi là "hóa thân của sự hỗn loạn") để cố moi ra nơi ở của Kenshin (nhưng không có được vị trí này).
Đến cuối phần Kyoto, cuộc chiến có thể thấy trước đã đến và Kenshin chiến đấu với Aoshi. Kenshin cứu Aoshi khỏi sự điên loạn của chính mình, giúp anh nhận ra rằng cái chết không phải là câu trả lời cho tình hình của anh. Để kết thúc mối hận thù và tìm ra ai mới là người mạnh nhất, cả hai người quyết định dùng đòn thế mạnh nhất của mình (tuyệt chiêu của họ, hay "Ōugi") và Amakakeru Ryu no Hirameki của Kenshin đã đánh bại Kaiten Kenbu Rokuren của Aoshi.
Anh sau đó xuất hiện để giao đấu với Shishio để kéo dài thời gian cho Kenshin và sau đó đứng ở vị trí phụ, phân tích trận chiến trước anh. Thực tế, Aoshi gần như đã phá được thế tấn của Kenshin, sau khi đã tự mình lãnh một chiêu này, và sau khi thấy Kenshin lại dùng thế này với Shishio. Sau khi Shishio chết, Aoshi nói vài lời về lý do tại sao Shishio thất bại, và giờ những sự kiện trong quá khú đã dẫn đến thời khắc chiến thắng này của Kenshin.
Aoshi dùng thời gian của mình để suy ngẫm lại mọi việc mình đã và đang làm tại một đền thời vào cuối phần Kyoto. Anh dường như cảm thấy thực sự hối lỗi vì đã phản bội lại Oniwabanshu bằng hành động của mình. Anh ít nói, và dường như cố tránh mặt mọi người bằng cách ở lại đền thời và sau đó hoàn toàn ở trong phòng của mình. Trước khi Kenshin rời Kyoto, anh mời Aoshi uống rượu sake với mình; Aoshi từ chối lời mời này nhưng nói tiếp rằng anh sẽ dùng trà với Kenshin khi họ tái ngộ.

### Truyện rời và OVA
Aoshi xuất hiện tương đối ngắn trong 1 tập trong phần Shimabara. Anh trâm ngâm suy nghĩ khi một chính trị gia đằng sau anh cầu xin Aoshi trở thành vệ sỹ của mình sau khi ông nhận được một "tử thư". Aoshi từ chối, nói rằng anh không định cầm kiếm lên vì bất cứ lý do nào vào lúc này, đứng dậy và rời đi.
Misao quyết định đi và tự mình ngăn chặn vụ giết người. Aoshi sau đó nhận ra ý định của Misao và đến đúng lúc Misao bị tên sát thủ đánh ngã. Aoshi quyết định nhờ Kenshin giúp đỡ, và có một cuộc nói chuyện trong đó Aoshi tin rằng tên sát thủ thậm chí còn nhanh hơn cả Kenshin, bất chấp sự giận dữ của Sanosuke.
Aoshi xuất hiện thêm một lần nữa trong một tập anime, khi anh, Omasu và Ochika (Okon trong manga), đến để đưa Misao về Kyoto, khi cô đang giúp Kenshin ở Tokyo. Tập này bao gồm cả buổi uống trà như đã hứa của Aoshi và Kenshin, và hình như là sắp tạo ra một sự lãng mạn giữa Aoshi và Misao, mặc dù hơi châm biếm, vì họ gần như xa nhau suốt cả ngày.
Trong phần Hồi ức đặc biệt, Aoshi được đề cập đến một chút trong cuộc nói chuyện giữa Kenshin và Kaoru.
Aoshi, dù không được nêu tên, được giới thiệu ngắn gọn trong OVA thứ hai, Seisohen (Reflection), theo đó anh được thấy trong một cảnh ngắn trong phần Kyoto.

### Phần Jinchū
Trong phần Jinchu, Aoshi trở lại Tokyo với Misao để mang cuốn nhật ký của Yukishiro Tomoe]] cho Kamiya Kaoru. Khi họ đến mới phát hiện ra rằng Kaoru đã "chết", mặc dù Aoshi nhanh chóng nhận ra các bằng chứng về cái chết của cô khá mâu thuẫn. Anh sớm giải quyết được vấn đề và phát giác được rằng cái xác của Kaoru đem chôn thực chất là một con rối và tiêu diệt kẻ làm rối này, Gein. Sau đó, anh cùng với Kenshin và những người bạn đến hòn đảo của Yukishiro Enishi để giải cứu Kaoru.
Aoshi tiêu diệt Suzaku, bậc thầy về bắt chước và là một trong 4 vệ sỹ của Sushin, nhân vật số 2 trong tổ chức của Enishi. Sau trận chiến, anh và Misao trở lại Tokyo cùng nhóm bạn, rồi Aoshi nhanh chóng thông báo rằng anh và Misao sẽ sớm trở về Kyoto. Trước khi đi, anh thể hiện sự kính trọng của mình với yêu cầu của Kenshin ở Kyoto bằng cách dùng trà với anh (dù rất nhanh), trong đó Kenshin cảm ơn Aoshi vì đã giúp và xin anh đừng từ giờ đừng sát hại các đối thủ của mình (yêu cầu mà Aoshi đáp rằng, "đã hiểu"). Kenshin, Kaoru, và Misao cố thuyết phục Aoshi ở lại Tokyo thêm chút nữa, lúc này anh mới nói rằng anh và Misao nên trở về Kyoto ngay khi có thể vì mùa mưa đến sớm ở vùng núi (Kyoto) hơn là ở đồng bằng (Tokyo). Aoshi giải thích rằng họ cần chôn cất 4 người bạn Oniwabanshū đã khuất, "...đâu đó có ánh nắng mặt tròi.." trước khi mặt đất đông cứng.
Trong Kenshin Kaden, Aoshi và Misao xuất hiện trong buổi picnic.

## Tính cách
Shinomori Aoshi là một người thông minh và khá trầm lặng. Anh không bao giờ nói nếu không cần thiết và luôn suy nghĩ trước khi hành động. Anh dường như lúc nào cũng vô cảm, tạo cho anh cái biệt danh "gã ngốc u sầu" từ Myojin Yahiko. Aoshi chỉ cười đúng một lần trong manga (không tính nụ cười bí ẩn khi anh thấy Kenshin cắt đội 1 chiếc đèn) và khoảng 8 lần trong anime. Dù không nói ra, nhưng anh có điểm yếu là luôn quan tâm đến Makimachi Misao và các bạn. Thêm vào đó, anh không bao giờ khoan dung với kẻ thù.
Cái nhìn đầu tiên về Aoshi sẽ cho ta cảm giác lạnh lùng và điềm đạm, mặc dù ta còn thấy thoáng hiện nỗi ám ảnh phải đánh bại Kenshin trong các phần sau. Sau khi Hannya, Shikijō, Beshimi, Hyottoko chết, và trong lúc Aoshi thoát khỏi dinh thự của Kanryu, anh dường như đã bị shock, đôi mắt anh chỉ toàn bóng tối, một quy ước của chân dung trong manga của sự thất vọng, hay mơ mộng. Trí tuệ và khả năng phân tích của anh cũng dễ khâm phục, bằng chứng là khả năng xác định vị trí của mình dưới nước đến một phần mười độ và mét.
Aoshi dựa trên Hijikata Toshizou, phó chỉ huy của Shinsengumi. Có 2 cách miêu tả Hijikata trên sách báo và phim ảnh; Aoshi vượt ra khỏi cái bóng của Hijikata, người chôn giấu những cảm xúc hiền lành và những điểm yếu của con người.

## Kỹ thuật

Aoshi rút hai thanh kodachi.

Aoshi chọn vũ khí tên là kodachi. Anh ban đầu chỉ dùng 1 thanh đoản kiếm, nhưng sau đó sử dụng 2 thanh. Khi ở trong saya (bao kiếm), đó dường như là một thanh kiếm duy nhất, 1 thanh giống chuôi kiếm, trong khi thanh thứ hai hòa nhập vào với saya, cho cảm giác là một thanh nodachi. Một đối thủ nguy hiểm, anh sử dụng tốc độ kết hợp với sự pha trộn của kiếm thuật và đánh đối kháng tay không goi là Kenpo.
- Gokō Jūji: (Yin-Yang Cross) Aoshi bắt chéo 2 thanh kodachi và chém hướng ra ngoài như cái kéo cắt.
- Jissen Kenbu: (Actual-Battle Sword-Dance) Tấn công kết hợp dùng "Ryūsui no Ugoki" xoay quanh kẻ thù, làm chúng hỗn loạn. Aoshi sau đó tấn công kẻ thù vào rất nhiều điểm, chém chúng bằng thanh kodachi, trước khi kết thúc đối thủ bằng "Kaiten Kenbu". Trước khi quyết định dùng cách đánh 2 thanh kodachi, đó là tuyệt chiêu của Shinomori.
- Kaiten Kenbu: ("Spinning-Heavenly Sword-Dance" or "The Dance Of The Wheeling Sword") Aoshi khẳng định đã sử dụng đòn này để đánh bại mọi đối thủ "cố xâm nhập vào lâu đài Edo". Đòn bao gồm Aoshi quay nhanh 3 vòng, trong khi cầm kodachi ngược tay, chém đối thủ 3 lần gần như trong cùng một thời điểm. Aoshi thường sử dụng đòn này sau khi đánh lạc hướng đối thủ bằng Ryūsui no Ugoki.
- Kaiten Kenbu Rokuren: ("Spinning-Heavenly Sword-Dance Six-Series" or "The Dance Of The Wheeling Sword Six Successions") Tuyệt kỹ của Aoshi. Đòn này bao gồm Aoshi cầm ngược thanh kodachi, sau đó chém nhanh đối thủ 6 lần liên tiếp, từ cả hai phía (nó phụ thuộc vào việc đánh lừa đối thủ thế nào thì mới tung ra được mấy chiêu tiếp theo). Cơ bản của nó vẫn là Kaiten Kenbu nhưng thực hiện bằng 2 thanh kodachi. Đó là chiêu đã đánh bại Okina và sau đó trong phần Jinchū đã cắt qua một thân cây lớn khi giao đấu với Gein. Shishio đã chặn được chiêu này sau khi Aoshi tung ra chiêu này quá chậm, kết quả của việc bị trúng chiêu Amakakeru Ryū no Hirameki của Kenshin trước đó.
- Onmyō Hasshi: (Dusk to Dawn Strike) Aoshi ném cả hai thanh kodachi vào đối thủ, đâm thanh thứ hai vào chuôi thanh thứ nhất để tăng lực. Thanh kodachi thứ hai giấu trực tiếp sau thanh thứ nhất. Vì vậy đối thủ sẽ chỉ thấy 1 thanh kodachi bay về phía mình trên một đường thằng.
- Onmyō Kōsa: (Shadow-Light Cross) Aoshi khóa vũ khí tấn công của đối thủ bằng 1 thanh kodachi, sau đó tấn công bằng thanh kodachi thứ hai, rồi đâm thanh thứ nhất qua. Chiêu này đã dùng để cắt đôi tonfa bằng thép của Okina.
- Ryūsui no Ugoki: (Flowing-Water Movement) Trong chiêu này Aoshi di chuyển vòng quanh nhanh chóng và lặng lẽ. Làm đối thủ rối loạn vì chuyển động luôn biến đổi và tốc độ liên tục thay đổi. Anh dùng chiêu này chống lại Kenshin và cũng dùng nó để đánh lại Okina. (Là sư phụ cũ của Aoshi, Okina đã quen với chiêu này.) Aoshi cũng dùng chiêu này trong trận đấu với Shishio.

## Tản mạn
Cái tên "Aoshi" là tên một đền thờ ở thành phố Nagaoka.